# Лахен (Швиц)
Лахен (нем. Lachen SZ) — коммуна в Швейцарии, в кантоне Швиц, в немецкоговорящей части.
Входит в состав округа Марх. Население составляет 6977 человек (на 31 декабря 2007 года). Официальный код  —  1344.

## Известные уроженцы
- Рафф, Йозеф Иоахим (1822—1882) — композитор, музыкальный педагог, пианист.